# Biskatronge
Biskatronge (Biscatronge, Plañidores, Pleureurs, Weepers), indijansko pleme koje je u drugoj polovici 17. stoljeća živjelo negdje u Teksasu, sjeverno ili sjeveroistočno od zaljeva Matagorda, možda između rijeka Brazos i Colorado. Spominje ih jedino Anastase Douay koji je učestvovao u La Saleovoj ekspediciji 1685 ili 1686. 
Biskatronge se ne mogu identificirati ni s jednim plemenom iz putovanja ekspedicije Henria Joutelaa, dok ih A. S. Gatschet, bez valjanog razloga identificira s Coco Indijancima, jednim plemenom iz skupine Karankawa.
Naziv plakači, dali su im ga ljudi La saleove ekspedicije, objašnjava se njihovim običajem da bi strane putnike iz daleka dočekali s plačem, mislivši pri tom kako je i njihovim najmilijima koji su na dalekom putu, i kojima tek predstoji povratak.

## Vanjske poveznice
- A New Discovery of a Vast Country in America